# Henri Heim de Balsac
Pour les articles homonymes, voir Balsac.

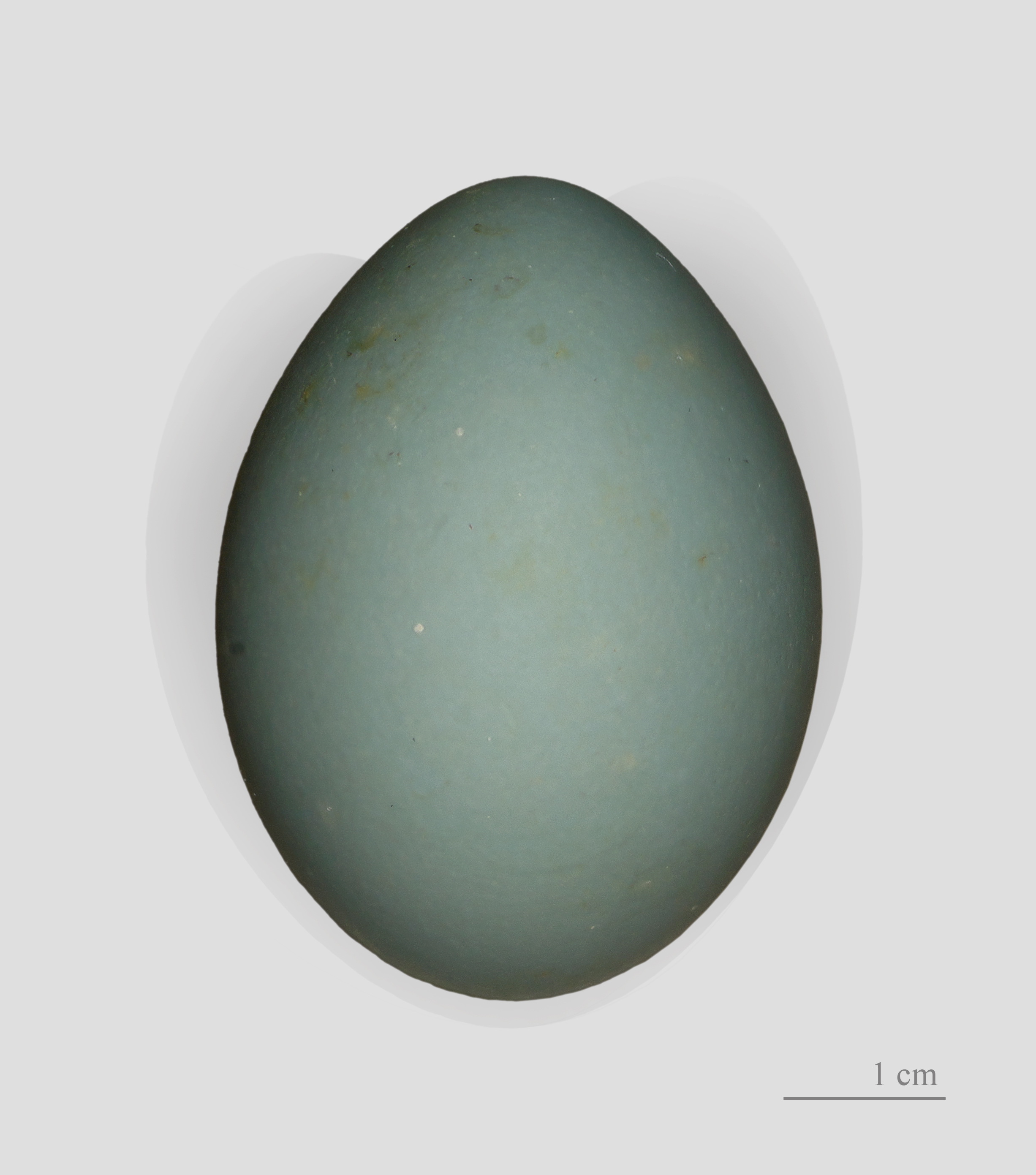
Œuf d'aigrette collecté par Henri Heim de Balsac - Muséum de Toulouse

Henri Frédéric Jules Victor Heim de Balsac  (Paris - 1er janvier 1899 — Aubervilliers - 27 novembre 1979) est  un zoologiste français.

## Biographie
Né de Frédéric-Louis, professeur au CNAM, et de Juliette Chauliaguet d'Aval, médecin ,, il est engagé volontaire le 4 décembre 1917 et affecté au 6e bataillon de chasseurs à pieds comme infirmier. Il est détaché le 4 février 1918 au 1er groupe d'aviation comme pilote. Il est rayé des cadres en novembre 1919 avec le grade de sergent .
En 1936, Il soutient une thèse en sciences naturelles à la Faculté des sciences de l'Université de Paris ayant pour titre : Biogéographie des mammifères et des oiseaux de l'Afrique du Nord.
Henri Heim de Balsac devient en 1937 Maître de conférences, il est rappelé sous les drapeaux le 13 septembre 1939 comme médecin auxiliaire à l'hôpital militaire de Versailles jusqu'à sa démobilisation le 27 juillet 1940. En 1941, il obtient à Paris le doctorat en médecine . Il n'a quasiment pas exercé la médecine, mais ces études, et notamment l'anatomie et la morphologie lui ont été très utiles . En 1944 il est nommé professeur de zoologie et de biologie animale à la Faculté des sciences de Lille.
En décembre 1937, il est lauréat du Prix Savigny de l'Académie des sciences et, l'année suivante, est lauréat du Prix Gadeau de Kerville de la Société zoologique de France. Il est nommé membre du Conseil de la Société zoologique de France, en février 1938.
Il a travaillé sur :
- l’écoéthologie des Campagnols des champs,
- l'importance des tests biologiques de pollution dans le contrôle des déversements d'eaux usées ou résiduaires,
- l'utilité agricole des crapauds, en lien avec la disparition de l'espèce (1937),
- l’hydrobiologie (1940) et l’autoépuration des eaux (1942), le pouvoir antibiotique des eaux de mer vis-à-vis des germes issus des rejets urbains (1952),
- la salubrité de l'atmosphère (1950),
- sur la description de chauves-souris en France (1932 à 1968).

Il est nommé, en 1939, membre correspondant de l'Institut royal ornithologique de Hongrie, officier de l'instruction publique et officier du Mérite agricole (Juillet 1939). Il était aussi chargé de mission à l’Institut chérifien de recherche scientifique (Maroc). Il est correspondant de l'Académie d'agriculture de France en 1947, correspondant de l'Académie des sciences en 1961-1979 (section d'anatomie et zoologie), en 1976 (section de biologie humaine et sciences médicales). 
Il est fondateur (en 1929) et secrétaire de la rédaction de la revue ornithologique Alauda et éditeur, en collaboration avec Henri Jouard sous la dir. de Noël Mayaud, de l'Inventaire des oiseaux de France (édité par la Société d'études ornithologiques) . Il a publié la collection Biotechnica (CNAM) en 1946, fondée par son père,  et était directeur-adjoint du Centre d'études de biologie industrielle, agricole et bromatologique (CNAM), également en 1946. Son père en était le directeur.
Il prend sa retraite en 1969, mais a conservé jusqu'à son décès un bureau au sein du laboratoire de zoologie dirigé par le Prof. Maxime Lamotte à l'ENS rue d'Ulm à Paris, qu'il partagera avec Yvonne Schach-Duc.

## Liens Externes
- VIAF
- ISNI
- BnF (données)
- IdRef
- GND
- Belgique
- Pays-Bas
- NUKAT